# Vestire gli ignudi (film)
Vestire gli ignudi è un film del 1954, diretto da Marcello Pagliero e tratto dall'omonima opera teatrale di Luigi Pirandello (Vestire gli ignudi).

## Trama
Ersilia Drei, dopo un tentativo di suicidio racconta le sue vicissitudini: assunta come istitutrice della figlia del console Grotti viene corteggiata da Franco ma subito dopo sedotta proprio dal console che la scaccia dopo che la figlia perde la vita a causa della distrazione di Ersilia. A causa delle difficoltà economiche cade sempre più in basso fino ad incontrare Ludovico con il quale forse può tornare a sperare in un amore sincero. Il ritorno del console la porterà però verso un tragico finale.

## Produzione
Rispetto al testo teatrale viene dato maggiore spazio al personaggio di Ludovico che viene anche ringiovanito. La casa del console viene spostata da Smirne alla costa laziale. Pur se non accreditato, alla sceneggiatura partecipa anche Charles Spaak.